# Заїдська держава Ємену
Єменська зейдитська держава , також відома як Зейдітський імамат і Касимідська держава , була незалежною державою, керованою зейдітами в регіоні Великого Ємену , яка була заснована аль-Мансуром аль-Касімом у 1597 році та поглинула більшу частину османського єменського еялету . 1628 р. і повністю вигнав османів з Ємену до 1638 р. Зейдітська держава продовжувала існувати в 18 і 19 століттях, але поступово розпалася на окремі невеликі держави. Найвизначнішою з цих держав був султанат Лахей ; більшість цих держав (за винятком Лахеджа) були підпорядковані османам і включені до відновленої османської провінції Єменський еялет у 1849 році.

## Передісторія
Зейдитські племена на північних нагір'ях, особливо Хашид і Бакіль, постійно чинили опір турецькому правлінню в Аравії.Виправдовуючи свою присутність у Ємені як тріумф ісламу, османи звинуватили зейдитів у невірних.Хасан-паша був призначений губернатором Ємену, в якому з 1585 по 1597 рік перебував відносний мир. Учні аль-Мансура аль-Касіма запропонували йому претендувати на імамат і боротися з турками. Спочатку він відмовився, але його розлютило просування ханафітської школи юриспруденції за рахунок зейдитського ісламу.

## Історія

### Проголошення та розширення
Аль-Мансур аль-Касім проголосив імамат у вересні 1597 року, коли османська влада урочисто відкрила мечеть аль-Бакірія.До 1608 року імам аль-Мансур (переможець) відновив контроль над нагір'ям і підписав 10-річне перемир'я з османами. Коли Імам аль-Мансур аль-Касім помер у 1620 році, його син Аль-Муайяд Мухаммад став його наступником і підтвердив перемир'я з Османами. У 1627 році османи втратили Аден і Лахей . Абдін-паша отримав наказ придушити повстанців, але не впорався і був змушений відступити до Мокко. Після Аль-Муайяда Мухаммадавигнав османів із Сани в 1628 році, тільки Забід і Моха залишилися під османським володінням. Аль-Муайяд Мухаммад захопив Забід у 1634 році і дозволив османам мирно покинути Мокха . [6] Причиною успіху Аль-Муайяда Мухаммеда було володіння племенами вогнепальною зброєю та те, що вони об'єдналися за ним.
У 1632 році нашої ери Аль-Муайяд Мухаммад послав експедиційний корпус із 1000 чоловік для завоювання Мекки. Армія тріумфально увійшла в місто і вбила його правителя. Османи не були готові втратити Мекку після Ємену, тому вони послали армію з Єгипту для боротьби з єменцями. Побачивши, що турецька армія надто численна, щоб її подолати, єменська армія відступила в долину за межами Мекки. Османські війська атакували єменців, ховаючись біля колодязів, які постачали їм воду. Цей план успішно реалізувався, спричинивши понад 200 втрат єменців, більшість з яких від спраги. Зрештою представники племені здалися і повернулися до Ємену.
До 1636 р. зейдити повністю витіснили османів з країни.
Аль-Муайяд Мухаммад помер у 1644 р. Його наступником став Аль-Мутавакіль Ісмаїл, інший син аль-Мансура аль-Касіма, який повністю завоював Ємен, від Асіру на півночі до Дофара на сході.

### Консолідація (17-18ст.)
Під час правління Аль-Мутавакіля Ісмаїла та правління його наступника Аль-Махді Ахмада (1676–1681) імамат запровадив деякі з найсуворіших дискримінаційних законів (гіяр) проти євреїв Ємену, що завершилося вигнанням усіх євреїв. до жаркого та посушливого регіону на прибережній рівнині Тіхама. Держава Касимідів була найсильнішою державою зейдитів, яка коли-небудь існувала.
Після смерті імама в 1681 році його сину Мухаммаду не дозволили прийняти імамат через зустрічні претензії родичів у Раді, Шахарі , Сааді та Мансурі. За посередництва улемів (релігійних учених) один з них, аль-Муайяд Мухаммад II , прийшов до влади.
Аль-Муайяд Мухаммад II не був войовничим лідером, а радше аскетом і глибоко релігійною особистістю, яка була віддана навчанню. Відомий вчений і письменник Мухаммед аш-Шаукані вважав його одним із найправедніших імамів. Він помер у 1686 році в Хамман-Алі в регіоні Аніс, можливо, від отруєння. Померлого імама поховали в Джабель-Даврані, поруч із його батьком. [16] Сім претендентів претендували на спадок після нього лише протягом трьох років; з них аль-Махді Мухаммад нарешті отримав владу в 1689 році після жорстокої боротьби.

### Занепад і поділ (18-19 ст.)
Імамат не дотримувався узгодженого механізму престолонаслідування, а сімейні сварки та племінна непокора призвели до політичного занепаду династії Касими у 18 столітті.
У 1728 або 1731 роках головний представник Лахеджа проголосив себе незалежним султаном всупереч династії Касімідів і завоював Аден, таким чином заснувавши султанат Лахедж. У 1740 році Абдалі султан Лахедж став повністю незалежним. Вона стала незалежною завдяки розколу Заїдської держави на півночі Ємену. [21] Султанат Лахедж став незалежним утворенням з 1728 по 1839 рік.
Зростаюча сила палкого ісламістського руху ваххабітів на Аравійському півострові коштувала зейдитській державі її прибережних володінь після 1803 року нашої ери. Імам зміг тимчасово повернути їх у 1818 році, але нове втручання османського віце-короля Єгипту в 1833 році знову відірвало узбережжя у правителя в Сані. Після 1835 року імамат дуже часто переходив з рук в руки, а деякі імами були вбиті. Після 1849 року зейдітська держава поринула в хаос, який тривав десятиліттями.

## Економіка
У той період Ємен був єдиним виробником кави у світі. Країна встановила дипломатичні відносини з перською династією Сефевідів , османами Хіджазу, імперією Великих Моголів в Індії та Ефіопії. Фасіліди Ефіопії направили три дипломатичні місії до Ємену, але відносини не переросли в політичний альянс, як сподівався Фасілід , через піднесення могутніх феодалів у країні. У першій половині XVIII століття європейці зламали монополію Ємену на каву, вивозячи контрабандою кавові дерева та вирощуючи їх у власних колоніях в Ост-Індії, Східній Африці, Вест-Індії та Латинській Америці.